# Agustín Mazzilli
Agustín Mazzilli (12 de agosto de 1992) é um jogador de hóquei sobre grama argentino, campeão olímpico

## Carreira
Agustín Mazzilli integrou o elenco da Seleção Argentina de Hóquei Sobre Grama, nas Olimpíadas de 2012 e 2016. No Rio 2016 sagrou-se campeão olímpico.